# Ramsbeckita
La ramsbeckita es un mineral, sulfato hidratado de cobre y zinc con iones hidroxilo. Fue descrito como una nueva especia a partir de ejemplares encontrados en la mina  Bastenberg, en Ramsbeck, Bestwig,  Renania del Norte- Westfalia, (Alemania). El nombre deriva del de la localidad tipo.

## Propiedades físicas y químicas
La  ramsbeckita es un mineral de cobre y zinc, elementos que pueden aparecer en proporciones ligeramente variables. Forma parte del grupo de la namuwita.Es soluble por completo en ácidos diluídos. Se encuentra como microcristales de color verde hierba, generalmente con desarrollo tabular.  

## Yacimientos
La  ramsbeckita es un mineral secundario formado por alteración de menas con sulfuros de cobre y zinc, especialmente en escombreras y en labores mineras abandonadas. Aparece asociada a los minerales primarios, especialmente a calcopirita, y a otros sulfatos secundarios, como la schulenbergita. No es un mineral frecuente, y se conoce en alrededor de un centenar de localidades en el mundo.Los ejemplares de la localidad tipo son muy apreciados por la buena definición de su morfología. También se han encontrado buenos ejemplares en las minas del Monte Trisa, Valle de  Mercanti Torrebelvicino,  Veneto (Italia).En España se ha encontrado como microcristales en la mina Casualidad, en Baños de Sierra Alhamilla, Pechina (Almería).